# توکوگاوا هیروآکی
توکوگاوا هیروآکی ((به ژاپنی: 徳川治察 Tokugawa Haruaki); ۱ نوامبر ۱۷۵۳ – ۱۲ اکتبر ۱۷۷۴) سامورایی اهل ژاپن در دوره ادو بود. او پنجمین پسر توکوگاوا مونه‌تاکه بود.